# Emel Heinreich

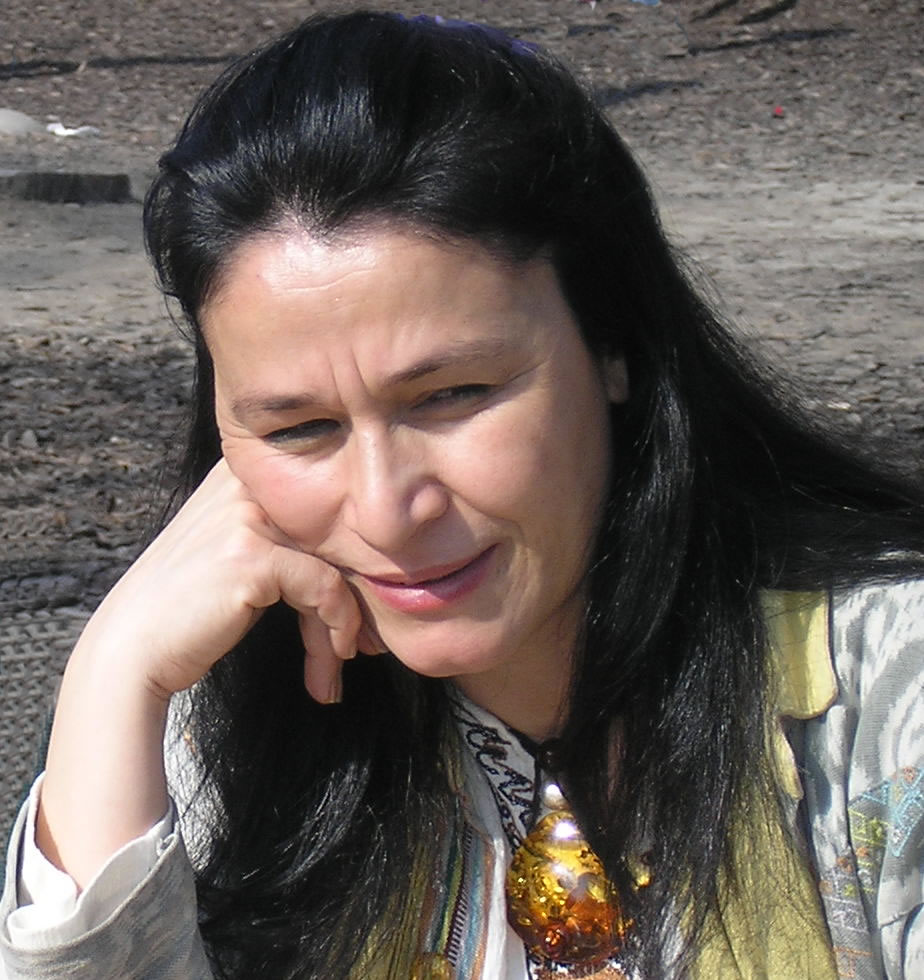
Emel Heinreich (2007)

Emel Heinreich (* 27. Juni 1962 in Kayseri, Türkei) ist eine türkischstämmige österreichische Regisseurin, Autorin, Schauspielerin, Tänzerin und Maskenschnitzerin.

## Leben
Heinreich erhielt ihre Ausbildung in Istanbul, Wien, Paris bei Ariane Mnouchkine am Théâtre du Soleil, Malaysia und Indonesien. Ihre nachfolgenden künstlerischen Tätigkeiten hauptsächlich für Szeneprojekte reichen von darstellender Bühnenarbeit über Drehbuchverfassung bis hin zur Regie und wurden zum Teil überregional beachtet:
1996 war Heinreich in Hier, dort, irgendwo als Darstellerin bei den Wiener Festwochen zu sehen.
1997 entstand das Projekt Mimpi Manis, ein österreichisch-balinesisches Masken- und Musiktheater nach einer Idee und einem Konzept von Emel Heinreich, die das Projekt zur Aufführung in Wien / Augarten zudem als Regisseurin und Schauspielerin umsetzte. Bei dem Projekt wirkten Rupert Huber und I Wayan Gde Yudane mit. Nach ihm entstand die Filmdokumentation IODO  Improvisationen zu Mimpi Manis. 1995 wirkte Heinreich nach einem kurzen Studium der klassischen Tänze Balis als Tänzerin in der Produktion Tujutaksu/Bali (Regie: Meru Matthari) mit.
Ab 2006 erfolgte die Entwicklung des Projekts „Hochzeit“. Das erste Teilprojekt „Zwangshochzeit“ wurde im März 2007 aufgeführt. Auf Grund des Erfolges wurde das Projekt späterhin von der Stadt Wien gefördert. Das zweite Teilprojekt, das Stück Mein Leben mir selbst wurde im November 2007 auf die Bühne gebracht. Diese Aufführung erhielt eine Einladung zu den Tiroler Volksschauspielen 2008 durch Felix Mitterer und wurde im selben Jahr auch von Theaterleiter Hubert Kramar auf den Spielplan seines 3raum-Anatomietheaters gesetzt. Das Projekt soll ein Beitrag zur Integrationsarbeit sein und beschäftigt sich mit der Gewaltanwendung gegen Frauen.
Im Jänner 2009 war Heinreich in der ORF-Tatort-Folge Baum der Erlösung als Mutter eines vermeintlichen Ehrenmordopfers zu sehen. Des Weiteren stand sie für eine neue Folge der Reihe Kommissar Rex vor der Kamera, die im Sommer 2009 gesendet wurde.

## Diverses
- Freie Szene Wien[2]
- 2011 ORF Bürgerforum – Die Türken – Ewige Aussenseiter?[3]
- 2014 Preisauszeichnung in Ankara[4]
- 2014 Multiculturalism and the Arts in European Cities[5]
- 2015 Die Presse – Bekenntnisse einer Reisenden: "Bin gern anders"[6]
- 2015 Kirche IN – Gespräch[7]
- 2015 Wien – Queeres Stadtgespräch[8]
- 2017 Emel Heinreich übernimmt im Namen von Aslı Erdoğan den Menschenrechtspreis 2017 der Stadt Graz[9]
- 2018 Andreas Unterweger im Gespräch mit Cocon-Kultur über Aslı Erdoğan[10]
- 2018 Felix Mitterer – Mein Lebenslauf[11]

## Bühne / Regie / Film
- 1986 „Wir die Fremden“ / Foreign Festival Innsbruck
- 1989 Soloperformance „Du bist eine“ mit Gül Gürses
- 1989 „Das Meer und die Frauen“ / Theaterverein IODO
- 1991 „Das Blut der Rose“ / Regie Milo Dor
- 1995 „Tujutaksu“ Performance / Bali / Regie: Meru Matthari – USA
- 1995 „Kodoks Dream“ / Bali
- 1996 „Hier, dort, irgendwo“ – Wiener Festwochen
- 1996 Regieassistenz „Du wirst essen die Frucht meines Herzens“ – Odeon Theater Wien
- 1997 Kunstfilm – Videoproduktion als Interpretation des Stücks „Mimpi Manis“ – Regie Bernadette Stummer
- 1998 Konzeption des Spielfilms „Wasserhaus“ für den Carl Mayer – Drehbuchwettbewerb 1999 mit Bernadette Stummer
- 2005 Herzangst nach Texten von Else Lasker-Schüler und Marlene Streeruwitz
- 2005 Egon Schiele Festival Neulengbach / Niederösterreich
- 2005 Verbrechen aus verlorener Ehre von Schiller als Maskentheater
- 2009 4. Jänner Premiere Tatort „Baum der Erlösung“
- 2010 Zugunruhe[12]
- 2009 12. April Premiere Kommissar Rex „Ein tödliches Match“ – Staffel 13
- 2011 Tatort – „Schluss mit Lustig“
- 2012 – Kein Entkommen[13]
- 2015 Nicht Gesellschaftsfähig[14][15]
- 2016 "Viele Grüße Michael Kohlhaas von Frieder Schuller"[16][17][18][19]
- 2019 Jugendanwaltschaft[20][21]
- 2019 Theaterworkshop in Lustenau[22]

## Eigene Werke
- 1997 Mimpi Manis[23]
- 2005 Yggdrasil
- 2007 Hochzeit / Zwangshochzeit[24][25]
- 2007 Mein Leben mir selbst (Arbeitstitel: Hochzeit / Ich bin Ich)[26][27][28][29][30][31][32][33]
- 2009 da.Heim.AT.los – Teil I der Trilogie Da.Heim.AT.los – 9 Bundesländer 9 Geschichten 1 Ausstellung[34][35][36][37][38][39][40]
- 2010 Wut.zur.Heim.AT – Teil II der Trilogie Da.Heim.AT.los – zeigt Fremdheit, weibliche Identität und Emotionen im Kontext von Heimatkonstruktionen – „Der Blick ins österreichische Wohnzimmer“[41][42]
- 2012/13 Flugpunkt – Teil III der Trilogie Da.Heim.AT.los – eine Synthese aus Teil I+II mit zusätzlichen Ebenen[43][44][45]
- 2014 InBetween – Theatralisierung radikaler Zwischenwelten[46][47][48][49][50][51][52][53]
- 2017 Käfig der Stimmen – Kunstinstallation[54][55]
- 2017 Lange Nacht der Philosophinnen – Kunstinstallation[56][57][58]
- 2018 Aslı Erdoğan im Werk X – Konzept und Umsetzung einer szenischen Lesung von Emel Heinreich[59][60]
- 2019 "Nicht einmal das Schweigen" – Aslı Erdoğan[61]